# The Intrusion of Isabel
The Intrusion of Isabel er en amerikansk stumfilm fra 1919 af Lloyd Ingraham.

## Medvirkende
- Mary Miles Minter som Isabel Trevor
- J. Parks Jones som Bert Trevor
- Lucretia Harris som Mammy Johnson
- Allan Forrest som Jack Craig
- Margaret Shelby som Lois Randall